# Aburina endoxantha
Aburina endoxantha là một loài bướm đêm trong họ Noctuidae.